# Koalition zwischen FRETILIN und UDT 1975
Die Koalition zwischen FRETILIN und UDT 1975 war ein Bündnis der beiden größten Parteien in der Kolonie Portugiesisch-Timor.

## Vorgeschichte
Am 25. April 1974 beendete die Nelkenrevolution die portugiesische Diktatur. In Folge sollten die portugiesische Kolonien in die Unabhängigkeit entlassen werden, so auch Portugiesisch-Timor.
Mehrere Parteien wurden gegründet und Vorbereitungen zu Wahlen durchgeführt. Während die linksgerichtete FRETILIN die völlige Unabhängigkeit Osttimors anstrebte, präferierte die União Democrática Timorense (UDT) eine enge Bindung zur Kolonialmacht „im Schatten der portugiesischen Flagge“. Zunächst nur mit innerer Autonomie, ab dem 1. August 1974, unter Berücksichtigung des wachsenden timoresischen Nationalismus, in einer zeitweiligen Föderation mit Portugal, womit man mit der in Portugal vorherrschenden Meinung übereinstimmte. Im Gegensatz zu den afrikanischen Kolonien glaubte man im Mutterland bei Portugiesisch-Timor nicht an die Überlebensfähigkeit als unabhängiger Staat und sah eine Föderation mit Portugal als die realistische Möglichkeit. Die APODETI strebte den Anschluss an den Nachbarn Indonesien an. Finanziert wurde die APODETI von Jakarta aus, doch fand sie nur wenig Unterstützung in der Bevölkerung. Daneben gab es einige weitere kleine Parteien.

## Die Koalition
Der portugiesische Gouverneur Mário Lemos Pires schlug APODETI, FRETILIN und UDT vor, ein Bündnis zu bilden. Die APODETI lehnte ab. Am 21. Januar 1975 vereinbarten die UDT und FRETILIN die Koalition. Mitte März bildeten sie mit der portugiesischen Kolonialverwaltung eine gemeinsame Übergangsregierung für Osttimor, die bis zur Wahl einer verfassunggebenden Versammlung drei Jahre im Amt bleiben sollte. Indonesien, das bereits den Anschluss Osttimors an das eigene Staatsgebiet anstrebte, bereitete dieser erste Schritt zu einer osttimoresischen nationalen Front Sorge. So verstärkte man die anti-kommunistische Propaganda gegen die FRETILIN, um die Osttimoresen zu spalten. Mit Erfolg bei der UDT. Zwar hatten UDT und FRETILIN mit dem grundsätzlichen Ziel der Unabhängigkeit Osttimors eine gemeinsame politische Basis, doch der zwischenmenschliche Ton war rau. Die UDT sah in der FRETILIN Kommunisten, während diese die UDT als Faschisten beschimpfte. Die UDT sah sich zudem in der Defensive, da es der FRETILIN gelang, die Massen anzusprechen, weswegen sie auch das alleinige Vertretungsrecht des osttimoresischen Volkes für sich beanspruchte. Mechanismen, die in der Koalition die Differenzen überbrückten könnten, gab es nicht.
Am 13. März 1975 wurden im Rahmen des Dekolonisationsprogramms Wahlen im Distrikt Lautém durchgeführt. Ziel war es, die traditionellen Herrschersysteme zu ersetzen. Bei diesem Pilotprojekt für Lokalwahlen gab es keine Parteilisten oder -kandidaten. Die Wähler warfen einfach Kieselsteine in Körbe der Kandidaten um ihre Stimme abzugeben. FRETILIN-nahe Kandidaten konnten sich hier klar gegen UDT-Kandidaten durchsetzen.
Im April wurden Vertreter der UDT und der FRETILIN vom indonesischen Militär nach Jakarta eingeladen. Nach deren Rückkehr wurde eine Sitzung der Zentralkommission der UDT einberufen, auf der nach heftiger Diskussion die Mehrheit für ein Ende der Koalition mit der FRETILIN stimmte. Im Mai lud der indonesische Geheimdienst erneut UDT-Mitglieder zu Gesprächen ein und machte deutlich, dass Indonesien niemals eine unabhängige Regierung unter Beteiligung der als kommunistisch verschrienen FRETILIN akzeptieren würde. Die vermeintliche „kommunistische Bedrohung“ diente jenen UDT-Führern als Begründung, die Koalition mit der FRETILIN am 27. Mai 1975 schließlich zu verlassen.
Die Spannungen zwischen UDT und FRETILIN führten schließlich zum offenen Bürgerkrieg und den Einmarsch und die Annexion Osttimors durch Indonesien.